# Floorball ai Giochi mondiali 2025
Le competizioni di Floorball ai Giochi mondiali 2025 si sono svolte dal 6 al 13 agosto 2025 allo Xindu Xiangcheng Sports Centre di Chengdu, in Cina.

## Podi
| Specialità                  | Oro       | Argento   | Bronzo    |
| Torneo maschile (dettagli)  | Svezia    | Finlandia | Rep. Ceca |
| Torneo femminile (dettagli) | Finlandia | Svezia    | Svizzera  |

## Medagliere
| Posiz. | Nazione   | Oro | Argento | Bronzo | Totale |
| ------ | --------- | --- | ------- | ------ | ------ |
| 1      | Svezia    | 1   | 1       | 0      | 2      |
| 1      | Finlandia | 1   | 1       | 0      | 2      |
| 3      | Rep. Ceca | 0   | 0       | 1      | 1      |
| 3      | Svizzera  | 0   | 0       | 1      | 1      |
| Totale | Totale    | 2   | 2       | 2      | 6      |